# Wien Rennweg
Wien Rennweg – stacja kolejowa w Wiedniu, w Austrii. Znajdują się tu 2 perony.